# Libelloides ictericus
Libelloides ictericus is een insect uit de familie van de vlinderhaften (Ascalaphidae), die tot de orde netvleugeligen (Neuroptera) behoort. 
Libelloides ictericus is voor het eerst wetenschappelijk beschreven door Charpentier in 1825.